# Storia delle ferrovie coloniali italiane

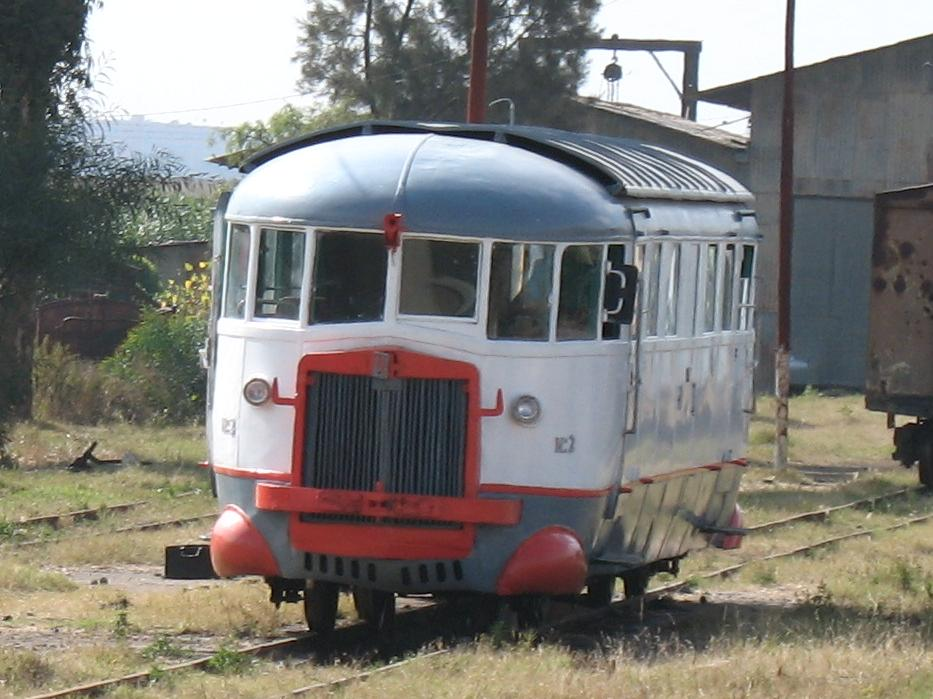
Una Littorina Fiat del parco delle ex ferrovie coloniali eritree fotografata nel 2006

Littorina ospedaliera per il trasporto feriti in Etiopia (1935)

La storia delle ferrovie coloniali italiane ha origine con l'apertura, nel 1888, di un breve tratto di linea in Eritrea e termina con l'abbandono della Libia in seguito all'offensiva alleata del 1943.

## Storia
La costruzione delle ferrovie nelle colonie italiane in Africa, in Eritrea, in Libia e in Somalia non ebbe, per molteplici motivazioni, un grande sviluppo rispetto a quello promosso da altri stati europei nello stesso continente. Le prime tratte ferroviarie furono costruite, principalmente per esigenze belliche data l'assenza di vie di comunicazione efficienti nei territori occupati, subito dopo le conquiste dell'Eritrea e della Libia; furono tuttavia abbastanza limitate nei primi decenni.

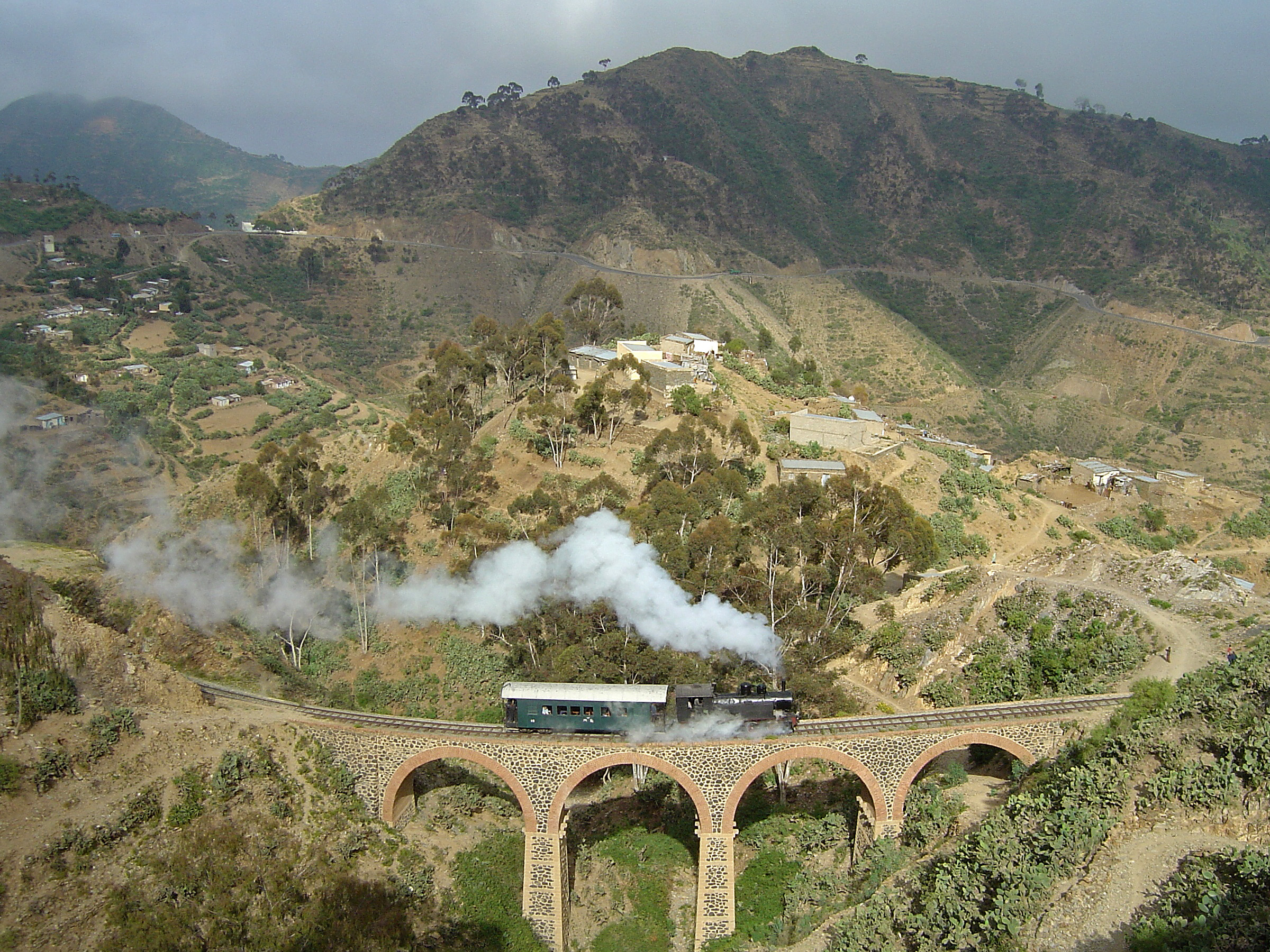
Tra Arbaroba e Asmara; viadotto in curva, di costruzione italiana, delle ferrovie eritree

Nel 1940 il complesso delle ferrovie in esercizio, tra Africa Orientale Italiana e Libia, ammontava a 1.556 km di cui tuttavia i 693 km del tratto italiano della ferrovia Gibuti-Addis Abeba erano preesistenti e costruiti dai francesi. Le ferrovie realizzate dall'Italia ebbero sin dall'origine scarsa potenzialità, in quanto costruite a scartamento ridotto e con rotaie di tipo leggero, e non furono mai di grande rilevanza economica perché isolate dalle linee degli stati confinanti. Anche la scelta poco oculata dello scartamento 950 mm, differente da quello metrico generalmente usato in Africa, contribuì in tal senso. Dalla seconda metà degli anni sessanta del XX secolo sono quasi tutte scomparse; quelle somale dopo l'occupazione inglese, quelle libiche sono state soppresse negli anni sessanta, ma è stata riattivata dopo lungo abbandono la tratta eritrea tra Asmara e Massaua.

### Le ferrovie in Eritrea

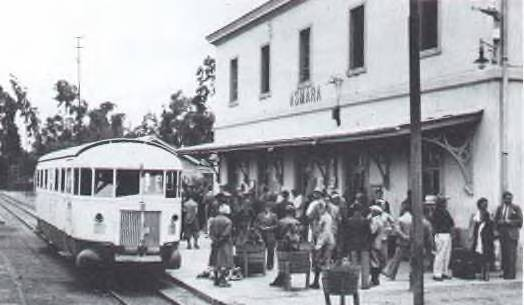
Littorina in arrivo nella stazione di Asmara nel 1938

La prima tratta ferroviaria ad essere aperta fu, il 15 marzo 1888, quella di 27 km tra il porto di Massaua e le fortificazioni militari di Saati, in Eritrea; si trattava di una linea prettamente militare a scartamento ridotto da 950 mm realizzata a supporto della campagna contro l'Abissinia.  La sconfitta di Adua da varie parti venne attribuita anche alla mancanza di approvvigionamenti celeri come sottolineava il generale Oreste Baratieri; il neo governatore Ferdinando Martini richiese il prolungamento della linea fino ad Asmara in ragione della sua importanza logistica per il controllo della colonia e, non ricevendo adeguate risposte dal governo italiano, a piccoli passi fece avanzare i lavori. A fine 1901 la ferrovia arrivava a Mai Atal, nel settembre 1904 a Ghinda. Nel marzo 1910 fu inaugurato il tratto fino a Nefasit e infine, il 6 dicembre 1911 quello fino ad Asmara. Per il proseguimento fino a Cheren si dovette attendere il luglio del 1922 e il febbraio del 1928 per giungere ad Agordat; il 7 marzo del 1932 venne raggiunto il piccolo centro di Biscia e qui la costruzione di arrestò definitivamente a 351 km di distanza da Massaua. La linea venne posta sotto la gestione delle Ferrovie Eritree (FE), dipendenti dal Ministero delle colonie italiano che effettuarono i treni con trazione a vapore, di massima con le locomotive Mallet di costruzione Ansaldo. Nel 1935 vennero immesse in servizio due automotrici a benzina e successivamente automotrici del tipo ALn 56 Fiat.
Secondo alcuni progetti, la linea si sarebbe dovuta biforcare ad Elit raggiungendo con un ramo Tessenei per poi proseguire verso il Sudan Anglo-Egiziano e con l'altro Om Ager ai confini con l'Etiopia. La sede ferroviaria venne preparata fino a Tessenei ma non vide mai il binario; le tensioni con la Gran Bretagna seguite alla guerra d'Etiopia (1935-36) determinarono la decisione, prettamente a carattere militare, di non avvicinare la linea alla frontiera ma ciò ebbe dannose ripercussioni sullo sviluppo delle colonie agricole già impiantate nell'area. Il tratto Agordat-Biscia fu demolito durante la seconda guerra mondiale dai militari britannici, che riutilizzarono le rotaie per armare una linea provvisoria militare, a scartamento 1.076 mm, tra Walka e Tessenei.

### Le ferrovie in Libia

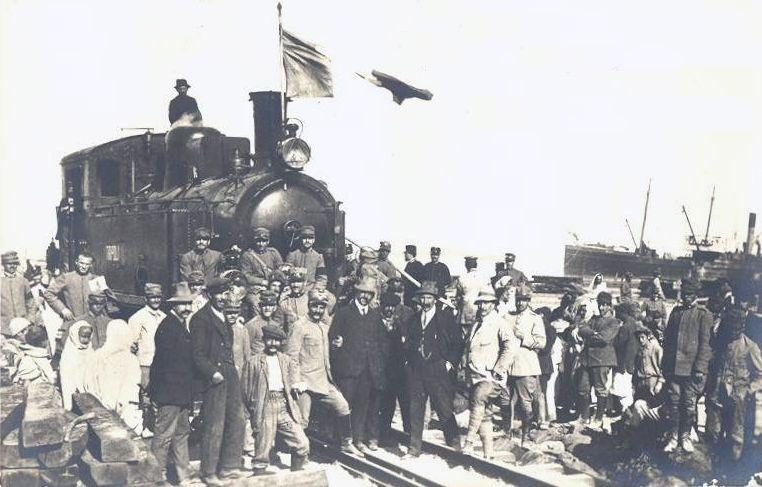
Festeggiamenti all'arrivo della prima locomotiva in Libia (1912)

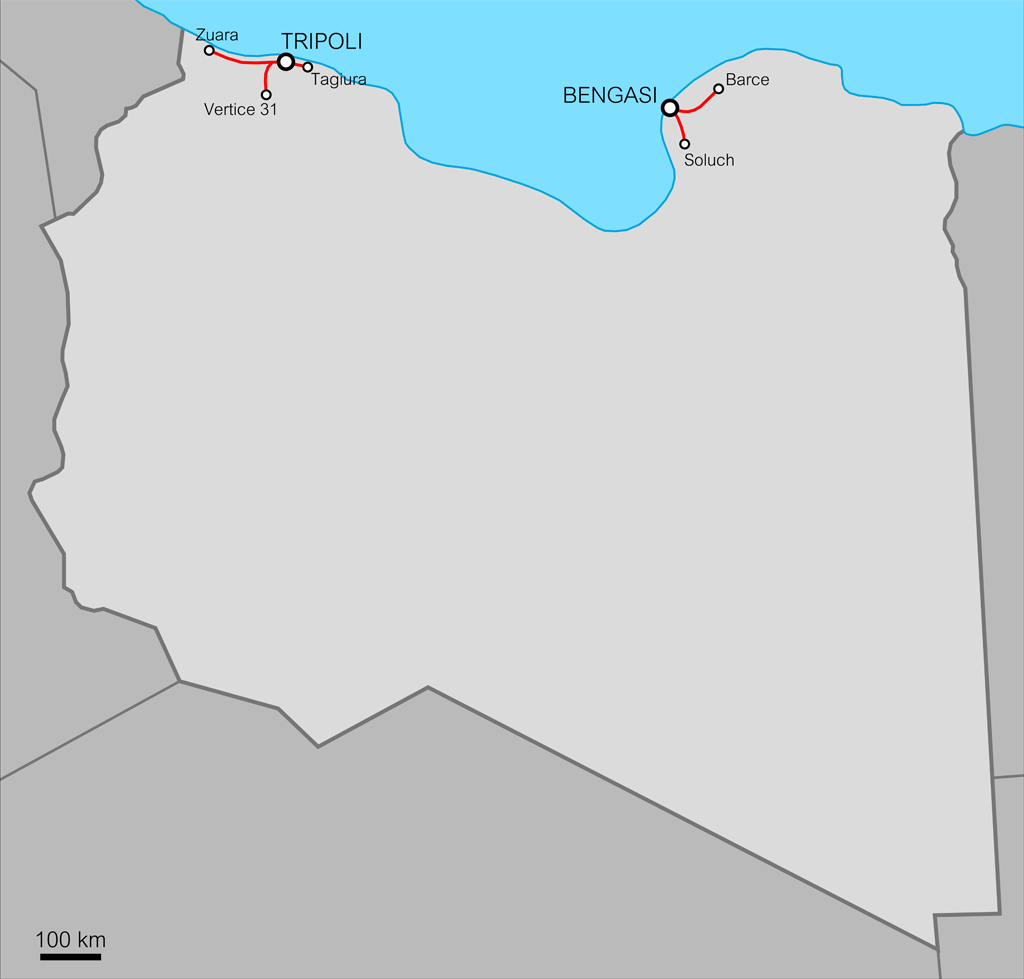
Mappa della rete

Anche in Libia le ferrovie nacquero essenzialmente a scopo logistico militare dato che le uniche possibilità esistenti di trasporto erano le carovaniere. Il primo tronco venne armato in Tripolitania nel 1912, attorno al capoluogo, Tripoli, usando lo scartamento ridotto da 950 mm; il 17 marzo vennero attivati 11 km di binario fino ad Ain Zara. Successivamente vennero realizzati 39 km complessivi, di cui 19 km fino a Zanzur, attraverso Gargaresc in direzione Zuara e 10 km verso Tagiura, entro il 5 settembre dello stesso anno. La costruzione e, dal 1º maggio 1913 anche l'esercizio, furono affidati alle Ferrovie dello Stato mediante il Regio decreto 9 marzo 1913 nº 314. Entro la fine del 1915 la rete libica aveva raggiunto 180 km di estensione: comprendendo le diramazioni Bivio Gheran - Henschir el Abiad e Zanzur - Sorman. Dopo la fine del primo conflitto mondiale vennero ripresi i lavori sul tratto Sorman - Zuara (che era stato precedentemente abbandonato incompleto) e nel dicembre del 1919 completate anche le infrastrutture delle stazioni e i raccordi sui 117 km complessivi della rete tripolitana. Alcune tratte terminali, in direzione di Garian subirono tuttavia ripetuti danneggiamenti a causa di rivolte locali.
La costruzione delle linee in Cirenaica iniziò più tardi; le prime linee infatti furono solo delle decauville, a carattere prettamente militare, nell'area di Bengasi. Nell'autunno del 1914 venne aperto un tratto di 19 km tra Bengasi ed el Benina e due anni dopo un tratto successivo. Tra 1926 e 1927 venne aperti altri tratti fino a raggiungere l'estesa di 108 km fino a Barce. Alla fine del 1926 si aggiunsero 56 km di ferrovia tra Bengasi e Solluch.
Dopo queste realizzazioni, nonostante roboanti ma ipotetici progetti di una transahariana attestata in Libia, si preferì costruire strade carrabili e la costruzione di ferrovie venne procrastinata fino al 24 giugno 1941 quando il ministero, in pieno periodo bellico, ordinò al Comando del Genio, la costruzione del prolungamento della Tripoli - Zuara fino al confine della Tunisia con l'intento di congiungersi con una linea a scartamento metrico francese che giungeva a Gabès. I lavori iniziarono quasi subito per una estesa di 60 km di piattaforma che compresa di pietrisco e infrastrutture era già approntata un mese dopo. Il 14 agosto giunse al comando del Genio, da parte del Comando Superiore Africa Settentrionale, l'ordine di approntare un progetto di costruzione di 1.040 km di ferrovia per unire Tripoli e Bengasi (e ciò in quasi totale mancanza di materiale d'armamento). I lavori iniziarono ai primi di settembre partendo dal capolinea esistente di Tagiura ma si arrestarono a metà novembre in seguito all'offensiva militare inglese che comportò l'arretramento italo-tedesco da Bengasi. Con la riconquista della Cirenaica vennero ripresi gli studi per l'esecuzione del progetto e il 18 febbraio 1942 ripresero i lavori interrotti. Una novità riguardava le nuove disposizioni circa lo scartamento che avrebbe dovuto essere di 1.435 mm, come quello delle ferrovie dei paesi confinanti Tunisia ed Egitto, con la stazione di Tripoli a doppio scartamento e di trasbordo. Circa 40 km di ferrovia da Barce verso Derna vennero realizzati.

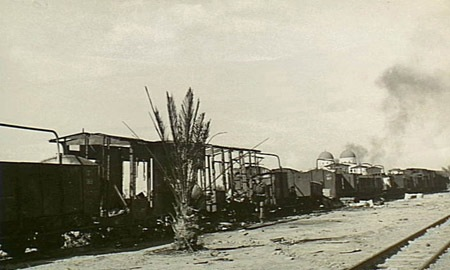
Gli impianti ferroviari di Bengasi distrutti, nel 1943

Furono tuttavia inutili sia i lavori eseguiti che la speranza di portarli a termine; il 10 dicembre 1942 arrivò l'ordine ufficiale di sospensione della costruzione della ferrovia Tripoli-Bengasi di cui erano già pronti all'uso 18 km e in corso di armamento 7 km; il tracciato base era già definito per circa 378 km ma la resa, avvenuta il 13 maggio 1943, pose fine a tutto. Le ferrovie libiche, a differenza di quelle delle altre colonie, vennero incluse nella rete delle Ferrovie dello Stato.
Le poche tratte ferroviarie della Libia vennero chiuse definitivamente entro il 1965.

### Le ferrovie in Somalia
Nonostante vari progetti, risalenti agli anni dieci del XX secolo, il primo venne autorizzato solo nel 1918 e portò alla realizzazione di un tronco di ferrovia, a scartamento 950 mm, con inizio a Mogadiscio che tuttavia si arrestò, dopo 29 km e 6 anni di lavori, ad Afgoi. Il proseguimento si realizzò soltanto in funzione delle esigenze di trasporto della società coloniale agricola che era stata costituita da Luigi Amedeo di Savoia-Aosta, Duca degli Abruzzi, fondando il Villaggio Duca degli Abruzzi, un grosso insediamento agricolo per la coltivazione di banane, cotone e canna da zucchero; a tale scopo necessitava un mezzo di trasporto conveniente per l'imbarco delle merci al porto di Mogadiscio. 

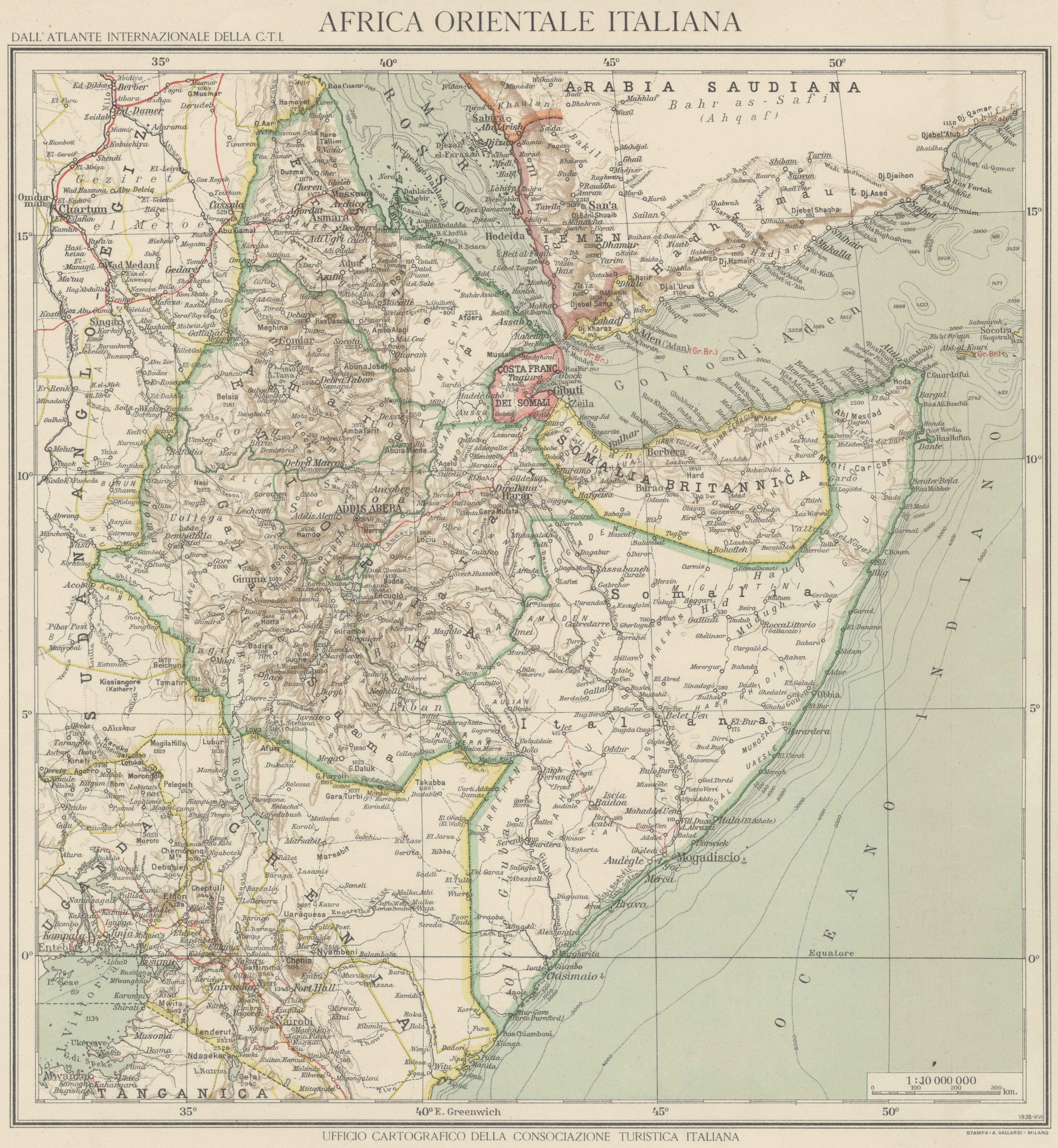
1938 mappa con evidenziato il possibile prolungamento tra Agalei e l'Etiopia

il 15 settembre 1927 venivano aperti gli 84 km di ferrovia dal porto allo scalo di Villaggio Duca degli Abruzzi. Negli anni trenta fu progettato il prolungamento (mai realizzato per via della seconda guerra mondiale) tra il bivio Agalei ed il confine etiopico.
La gestione venne affidata alle Ferrovie Somale, dipendenti direttamente dal Ministero delle colonie italiano.
Durante la campagna militare contro l'impero etiopico venne costruita anche una ferrovia decauville militare, lunga circa 200 km, da quest'ultima località al confine con l'Etiopia. La ferrovia rimase interrotta a partire dal 1941; i binari vennero successivamente smontati e spediti in India durante l'occupazione britannica e mai più ricostruiti.

### Le ferrovie in Etiopia

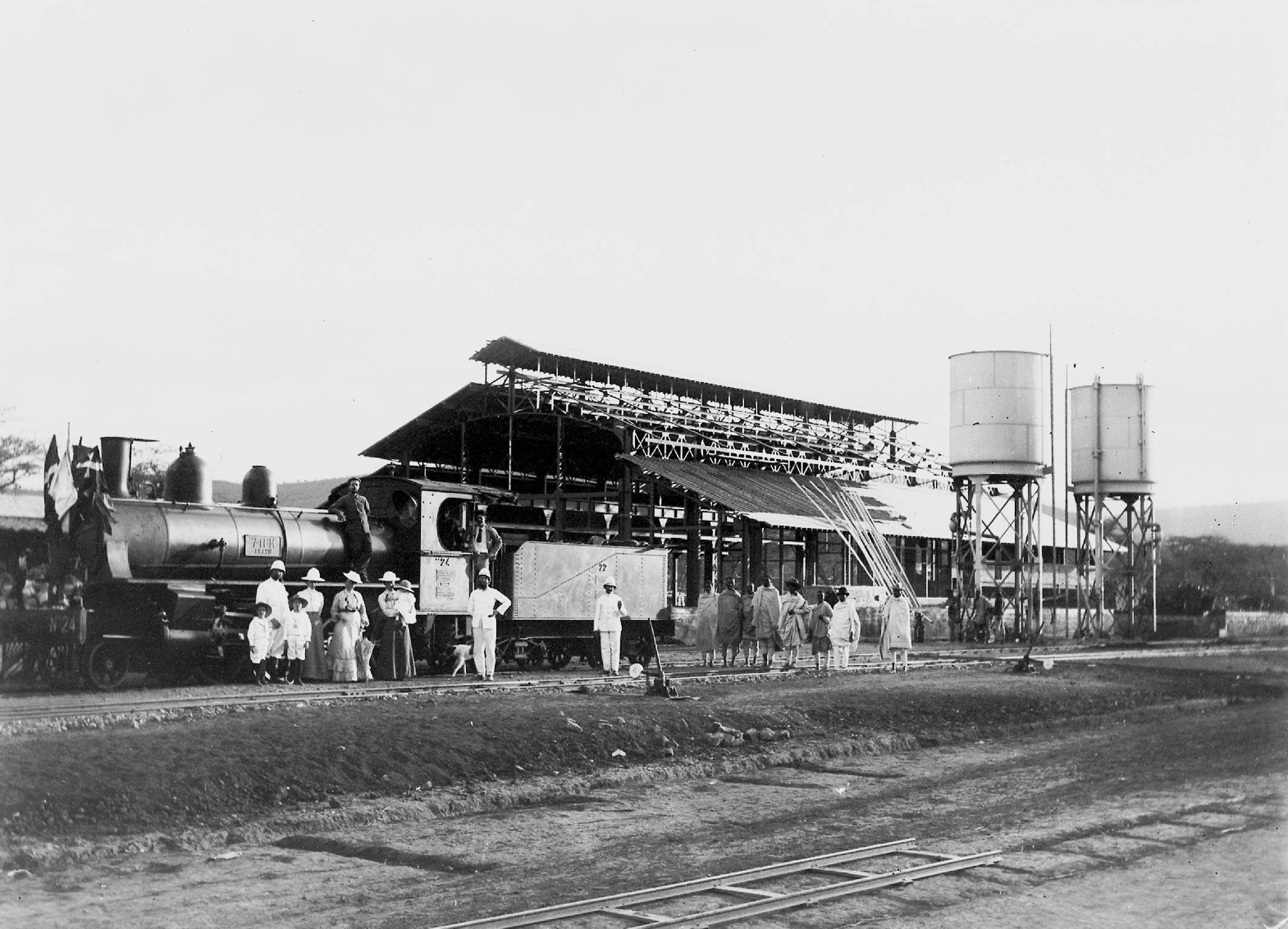
Treno in sosta a Dire Daua nel 1906

La linea più importante, la Gibuti-Addis Abeba lunga 784 km, venne acquisita in seguito all'occupazione italiana del 1936; si trattava di una ferrovia a scartamento metrico che era stata costruita tra il 1897 e il 1917 per volere dell'imperatore Menelik II con il determinante apporto di capitali francesi ed era gestita da una società francese, la Compagnie du Chemin de Fer Franco-Ethiopien (CFE); il percorso era servito da treni a vapore che impiegavano circa 36 ore complessive. In seguito alla conquista italiana venne tentata la velocizzazione dei treni con l'introduzione dal 1938 di 4 automotrici a grande capienza tipo 038 derivate dal modello Fiat ALn56. Progetti di collegamento con la rete eritrea non trovarono realizzazione pratica. Nel 1941 in seguito alla resa di Gondar, e all'abbandono della colonia da parte italiana, la linea passò in gestione al Genio Militare inglese e al rientro del Negus di nuovo alla CFE.

## I rotabili

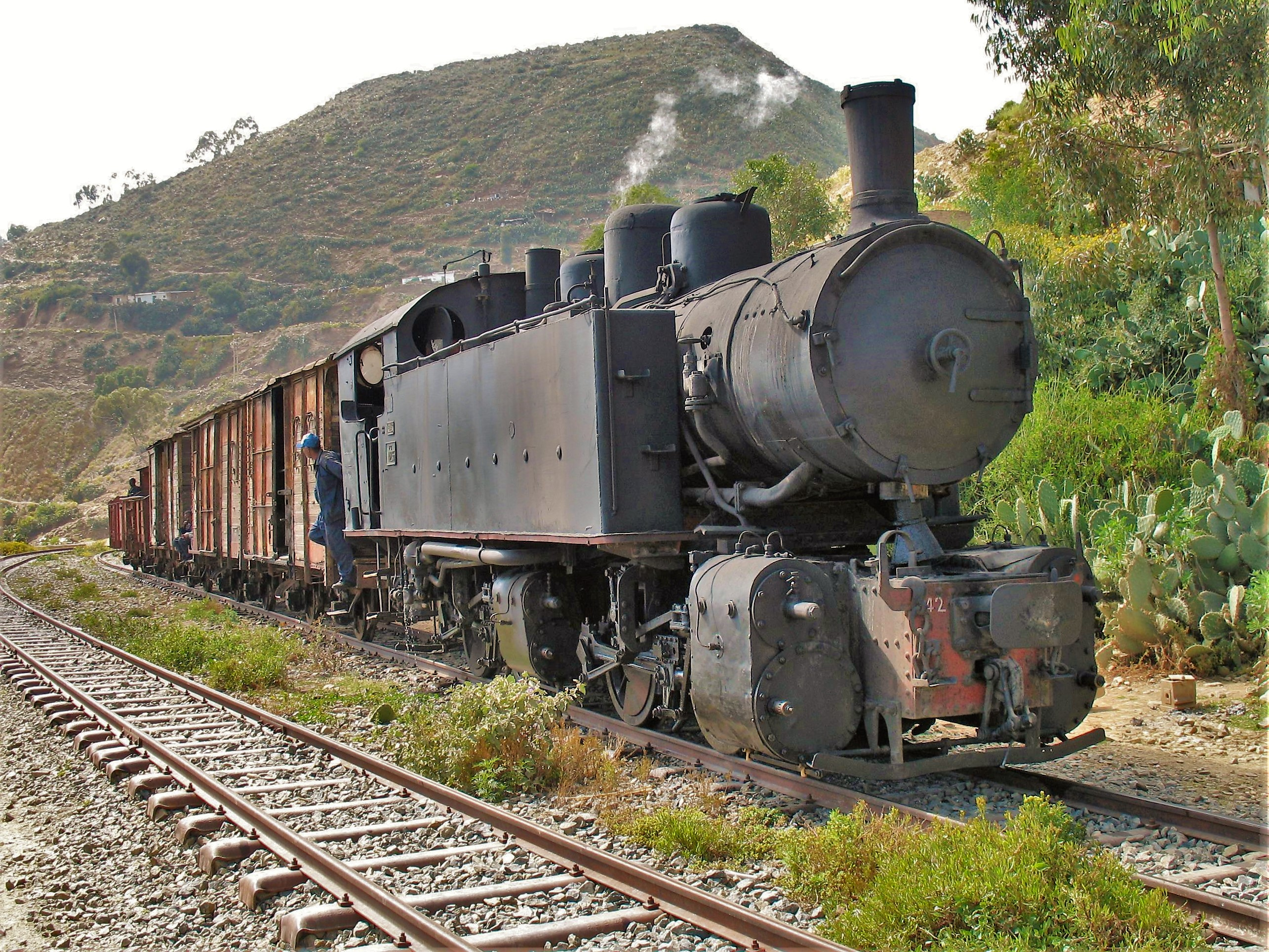
Locomotiva R.442 di costruzione Ansaldo, usata in Somalia ed Eritrea

Le 12 locomotive del gruppo R.401, costruite negli anni dieci dalla Berliner Maschinenbau A.G. Schwartzkopff, dopo un breve periodo di servizio sulle linee facenti capo a Castelvetrano, in Sicilia, dopo il 1912 vennero trasferite alle linee in corso di realizzazione in Tripolitania e Cirenaica.
Dopo il 1918 tredici locomotive R.301 vennero dirottate, dalla rete siciliana, alle linee ferroviarie delle colonie: la 15 e la 32 in Eritrea, la 05 e la 07 in Somalia, le 12, 13, 14, 25 e 26 in Tripolitania e le 11, 21, 22 e 33 in Cirenaica.
Nell'imminenza dello scoppio del secondo conflitto mondiale anche le locomotive R.302 diedero il loro contributo alle ferrovie coloniali; infatti otto unità vennero trasferite in Libia e vi rimasero: le R 302.10, 11, 12, 13, 20, 42 in Tripolitania e le R 302.22 e 25 in Cirenaica.
Le locomotive del gruppo R.440, delle quali alcune sono sopravvissute fino ad oggi, furono progettate intorno agli anni dieci dalla Ansaldo e costruite sulla base di un progetto che prevedeva facilità di inscrizione in curva e basso peso assiale. Il primo lotto di 12 locomotive venne assegnato a vari usi, tra cui le linee di cantiere dell'Appennino per la costruzione della Direttissima Bologna-Firenze e successivamente alla ferrovia Palermo-Corleone-San Carlo, dove fecero capo al Deposito locomotive di Palermo Sant'Erasmo. Le locomotive sembra non abbiano dato buona prova di sé in termini di prestazioni, pur risultando di buona inscrivibilità sulle strette curve della linea a scartamento ridotto siciliana. Verso la fine degli anni venti le varie serie di locomotive del gruppo (e le derivate) vennero trasferite alle linee ferroviarie, dell'Eritrea, per la linea Massaua-Asmara e per le esigenze di altre località delle colonie.

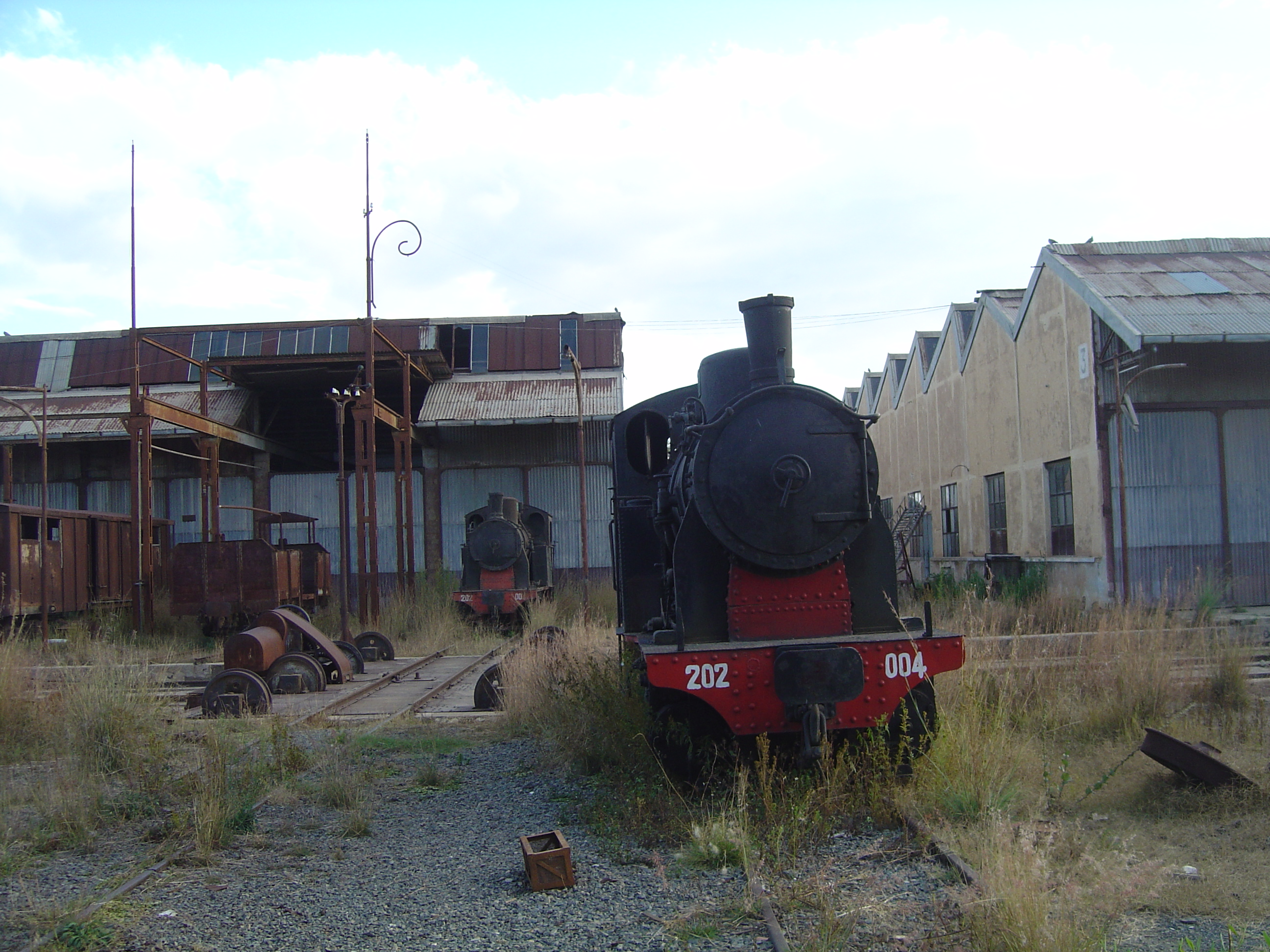
Una coppia di locomotive 202 ad Asmara

Una presenza nelle ferrovie dell'Eritrea era costituita dalle piccole locomotive R.202, di rodiggio 0-2-0, costruite tra 1927 e 1937 dalla Breda di Milano.
Ne sopravvivono ancora sei, di cui due efficienti.
Per velocizzare il trasporto dei viaggiatori di classe vennero inviate, a partire dalla metà degli anni trenta, anche le caratteristiche Littorine Fiat: in Eritrea fecero servizio due automotrici a benzina e in seguito nove automotrici diesel di tipo simile alle ALn 56. In Libia prestarono servizio, dalla fine degli anni trenta, otto automotrici diesel tipo 040 Fiat di grande capienza, di cui cinque dislocate sulla linea di Tripoli e tre su quella di Bengasi. In Etiopia vennero inviate nel 1938 quattro automotrici diesel tipo 038 Fiat, immatricolate come ZZ-AB 1-4.
Durante il conflitto, all'inizio dell'estate del 1942, vennero inviate in Libia 40 Sogliole Badoni tipo IV, numerate da 4.172 a 4.212 (ma otto di esse affondarono assieme alla nave che le trasportava). Svolsero servizio nell'area di Tobruch per esigenze militari di trasporto.
Sfortunato invece sarà l'esordio delle quattro nuovissime locomotive diesel-elettriche Fiat/Ansaldo, di cui solo la prima riuscirà a fare il collaudo; cadranno in mano britannica il 13 novembre 1942. Erano state progettate per la Massaua - Asmara e poi dirottate, in seguito alla perdita della colonia, verso la Bengasi - Barce, ma, anche qui, troppo tardi.

## Le ferrovie coloniali italiani in dettaglio
Nel 1940 le ferrovie coloniali italiane erano queste:
| Ferrovia                                | lunghezza, km           | scartamento, mm | anni costruzione | colonia                   |
| --------------------------------------- | ----------------------- | --------------- | ---------------- | ------------------------- |
| Addis Abeba-Gibuti                      | 684                     | 1000            | 1902-1917        | Africa Orientale Italiana |
| Asmara-Biscia                           | 227                     | 950             | 1914-1932        | Africa Orientale Italiana |
| Bengasi-Soluch                          | 56                      | 950             | 1926             | Libia                     |
| Bengasi-Barce                           | 108                     | 950             | 1914-1927        | Libia                     |
| Massaua-Asmara                          | 118                     | 950             | 1901-1911        | Africa Orientale Italiana |
| Massaua-Saati                           | 26                      | 950             | 1886-1887        | Africa Orientale Italiana |
| Mogadiscio-Villaggio Duca degli Abruzzi | 113                     | 950             | 1924-1927        | Africa Orientale Italiana |
| Tripoli-Tagiura                         | 21                      | 950             | 1912             | Libia                     |
| Tripoli-Vertice 31                      | 90                      | 950             | 1912-1915        | Libia                     |
| Tripoli-Zuara                           | 118                     | 950             | 1912-1919        | Libia                     |
| Ferrovie coloniali italiane             | totale della rete=1.561 |                 |                  |                           |

## Galleria d'immagini

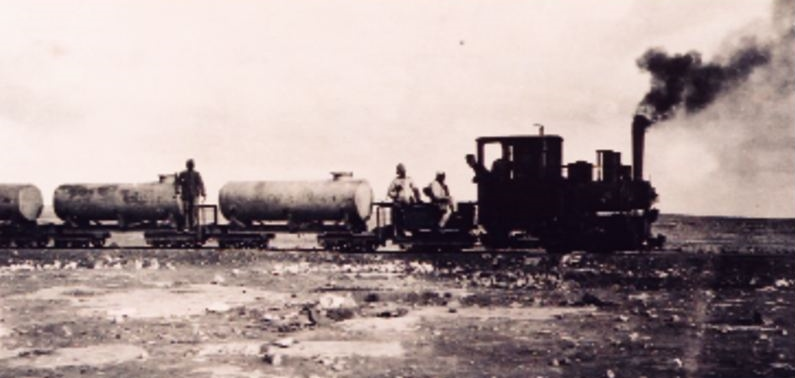
Libia treno decauville nel 1912.
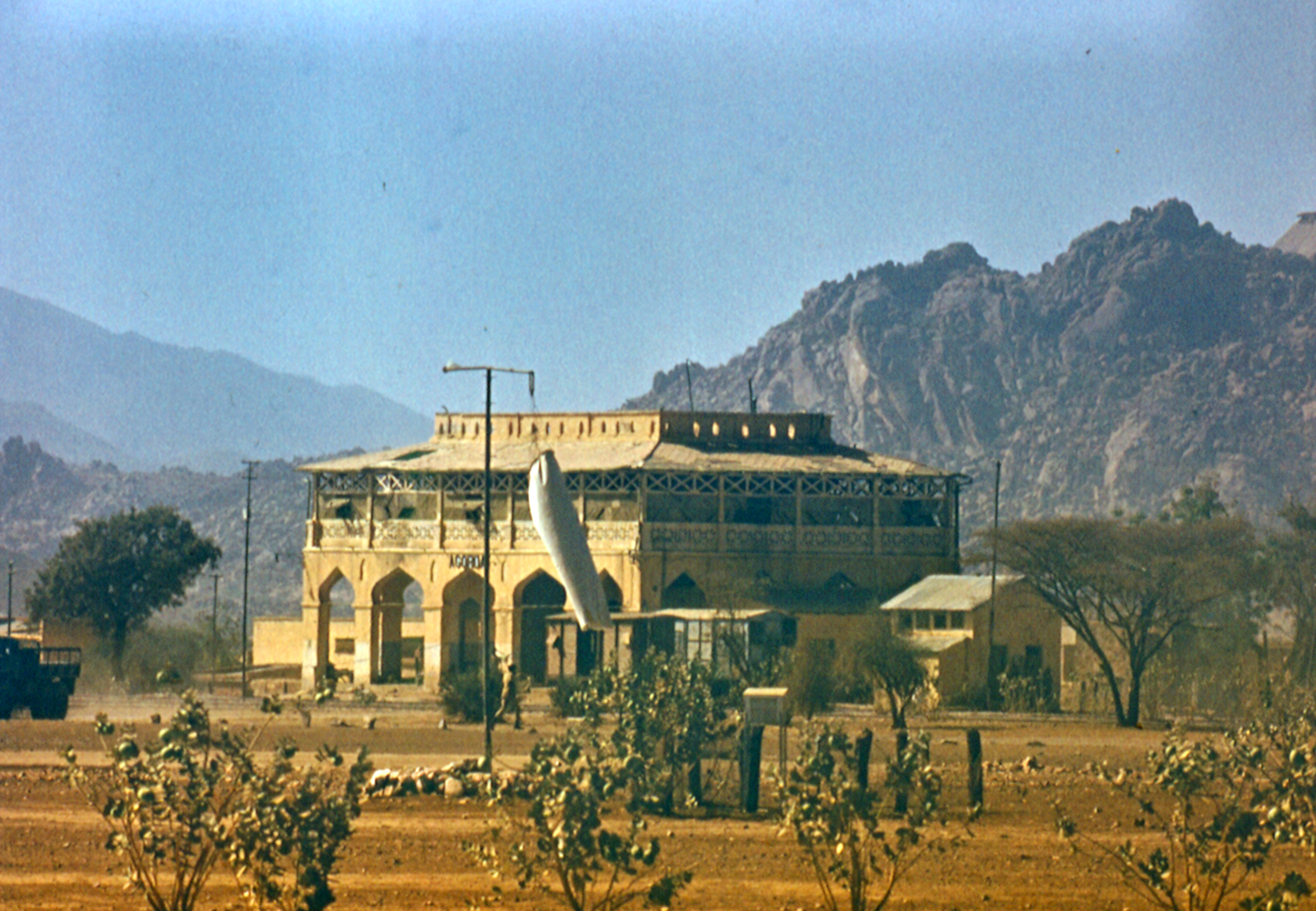
Stazione di Agordat, costruita in stile arabesco; usata per il piccolo locale aeroporto.
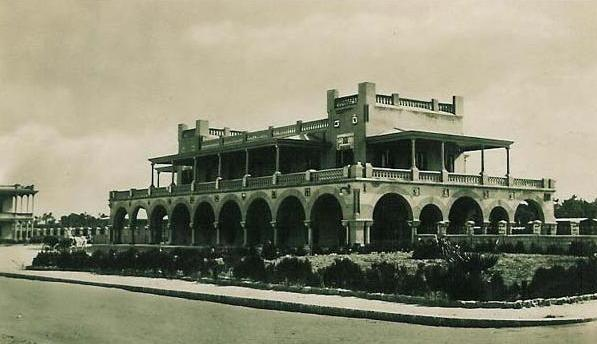
Stazione di Tripoli nel 1940.
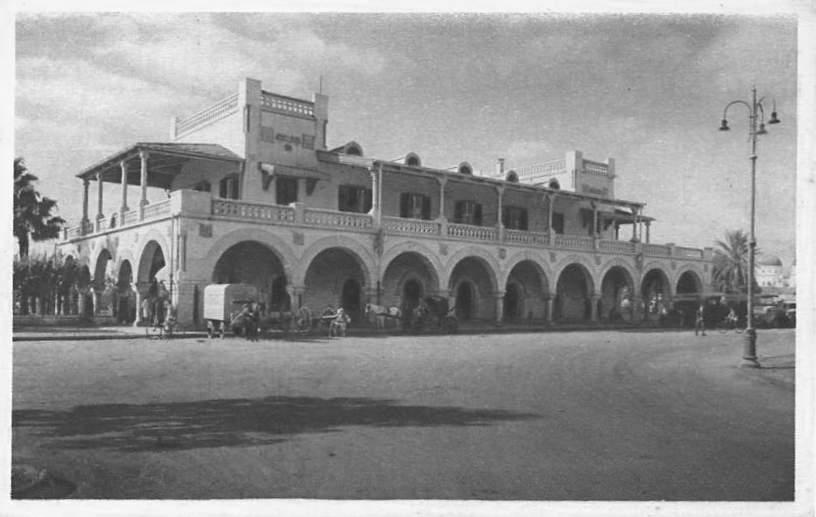
Stazione di Bengasi nel 1930.
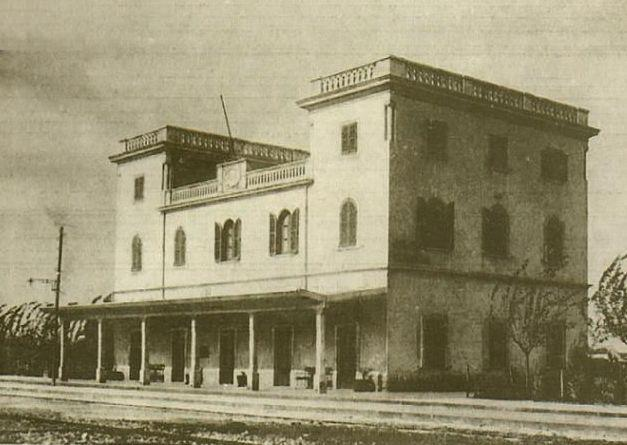
Stazione di Barca nel 1930.
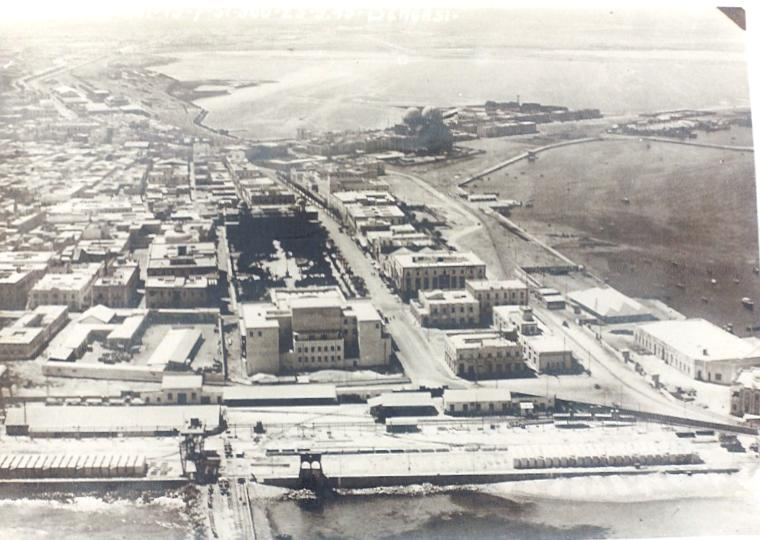
Raccordi ferroviari nel porto di Bengasi.
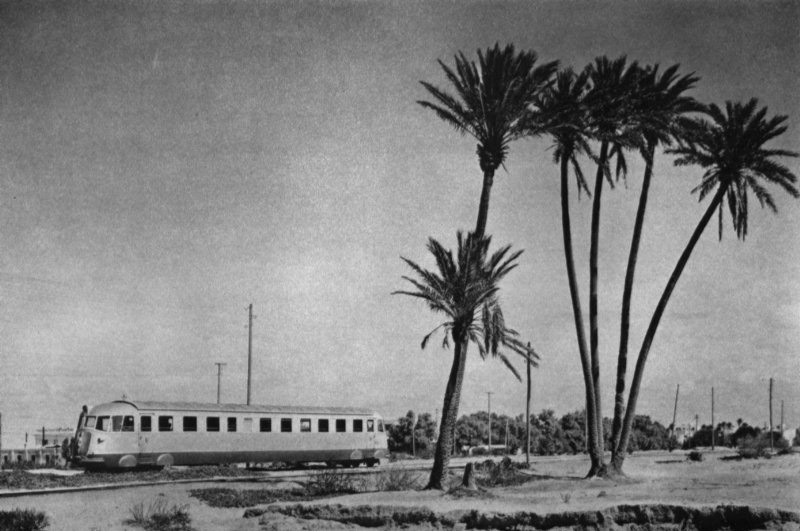
"Littorina" Fiat in Cirenaica.
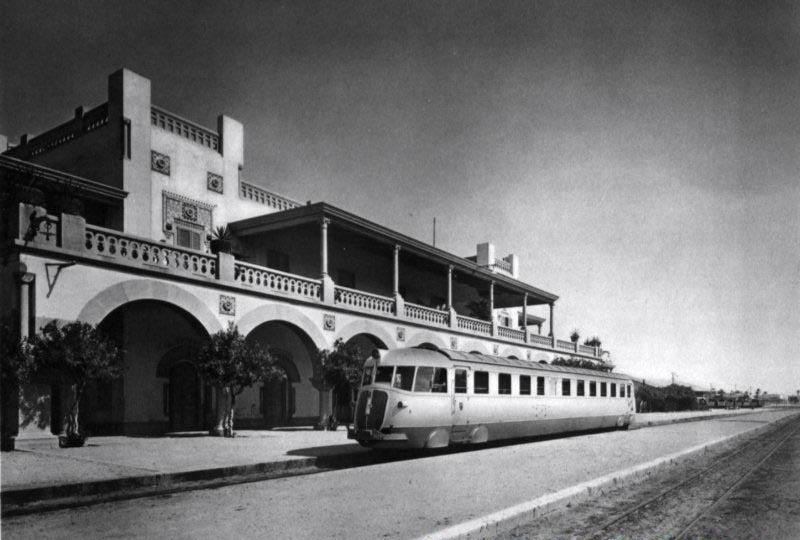
Littorina nella stazione di Tripoli.
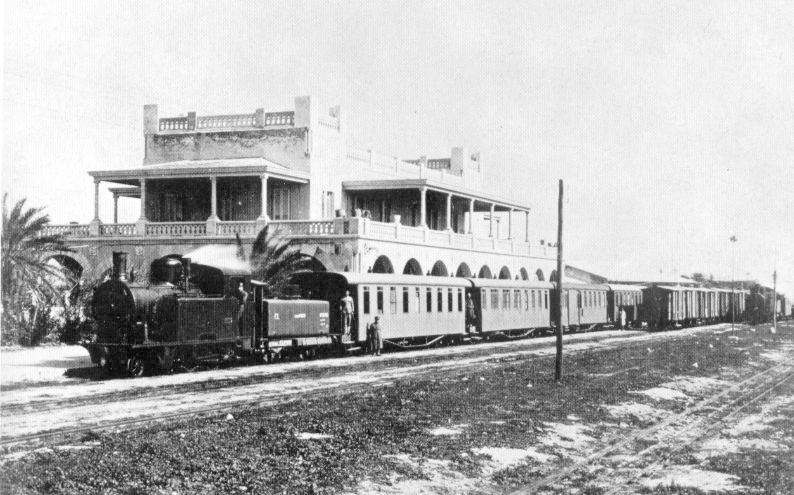
Locomotiva a vapore nella stazione di Tripoli nel 1920.
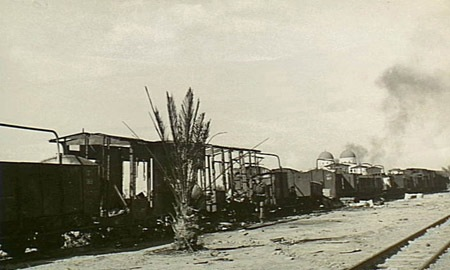
La stazione di Bengasi distrutta nel 1943.

### Fonti
- Stefano Maggi, Colonialismo e comunicazioni. Le strade ferrate nell'Africa Italiana (1887-1943), Napoli, Edizioni Scientifiche Italiane, 1996, ISBN 88-8114-416-6.
- Stefano Maggi, Le ferrovie nell'Africa Italiana: aspetti economici, sociali e strategici, Siena, Università degli studi di Siena DIGIPS, 1995.
- Emilio Olivieri, La ferrovia Massaua-Saati.Relazione dell'ingegnere Emilio Olivieri, direttore dei lavori, Roma, 1888.
- Francesco Ogliari, Le ferrovie coloniali italiane in Africa, in TuttoTreno & Storia 13, Albignasego, Duegi editrice eGroup, 2001.
- Nico Molino, Pautasso Sergio, Le automotrici della prima generazione, Torino, ElleDi, 1983, ISBN 88-7649-016-7.
- Nico Molino, Littorina, Rivoltella (BS), Editoriale del Garda,Mondo ferroviario 55, 1991.
- G. Pasquali, La ferrovia coloniale Massaua-Asmara, in Rassegna dei Lavori pubblici e delle Strade ferrate, n°4,pp.8-12, 1912.
- Ministero delle Colonie, La costruzione e l'esercizio delle ferrovie in Tripolitania e in Cirenaica dalla occupazione al 30 giugno 1915, Roma, 1917.
- Riccardo Astuto Il problema ferroviario dell'Africa, 1943, Milano, ISPI.
- Renato Paoli, Nella colonia Eritrea, studi e viaggi di R.Paoli. Con in fine il discorso di Ferdinando Martini tenuto alla Camera dei deputati il 15 febbraio 1908, Milano, Treves, 1908.
- Riccardo Astuto Questioni ferroviarie africane, in Rassegna economica dell'Africa italiana,Vol.XXIX, 1941.
- Oreste Baratieri, Memorie d'Africa, Genova, I Dioscuri, 1988.
- Vincent Basuyau, Le chemin de fer de Djibouti à Addis Abeba, Mémoire de DEA, Paris, Université de Paris I-Panthéon Sorbonne, 1991.
- G. Gatti, Le ferrovie coloniali italiane, Roma, GRAF, 1975.
- Nico Molino, Linee Ferroviarie:La rete FS a scartamento ridotto della Sicilia, Edizioni Elledi, 1985, ISBN 88-7649-037-X.
- Stefano Maggi, Le ferrovie nell’Africa italiana:     aspetti economici, sociali e strategici, relazione presentata al seminario Nineteenth century transport history. Current trends and new problems, Istituto Universitario Europeo, Fiesole, 20 maggio 1994 (PDF), su dispi.unisi.it.

### Testi di approfondimento
- Le ferrovie della Libia italiana, in Rivista tecnica delle ferrovie italiane, da gennaio ad agosto 1912.
- Le ferrovie coloniali, in Rivista tecnica delle ferrovie italiane, aprile 1912.
- Il problema ferroviario della Libia, in Rivista tecnica delle ferrovie italiane, novembre 1912.
- Ferrovie libiche, apertura all'esercizio pubblico, in Rivista tecnica delle ferrovie italiane, maggio 1913.
- Le ferrovie dell'Eritrea, in Rivista tecnica delle ferrovie italiane, giugno 1913.
- La costruzione e l'esercizio delle ferrovie in Tripolitania ed in Cirenaica, in Rivista tecnica delle ferrovie italiane, settembre 1917.